# Bisdom Calbayog
Het bisdom Calbayog (Latijn: Dioecesis Calbayogana) is een rooms-katholiek bisdom met als zetel Calbayog, op de Filipijnen. Het bisdom is suffragaan aan het aartsbisdom Palo. 

## Geschiedenis
Het bisdom werd opgericht op 10 april 1910, uit delen van het bisdom Cebu, en was suffragaan aan het aartsbisdom Manilla.  Op 28 april 1934 veranderde het van kerkprovincie en werd suffragaan aan het nieuw verheven aartsbisdom Cebu. Op 15 november 1982 veranderde het nogmaals van kerkprovincie en werd suffragaan aan het nieuw verheven aartsbisdom Palo. 
Het verloor meermaals gebied bij de oprichting van de bisdommen Palo (1937), Borongan (1960) en Catarman (1974). 

## Parochies
Het bisdom had in 2023 een oppervlakte van 5.591 km2 en telde 811.630 inwoners waarvan 91,9% rooms-katholiek was.

## Bisschoppen
- Pablo Singzon y Baeza (12 april 1910 - 9 augustus 1920)
- Sofronio Hacbang y Gaborni (22 februari 1923 - 3 april 1937; hulpbisschop sinds 8 november 1918)
- Miguel Acebedo y Flores (16 december 1937 - 25 juli 1958)
- Manuel Platon Del Rosario (25 juli 1958 - 11 december 1961; coadjutor sinds 24 mei 1955)
- Cipriano Urgel y Villahermosa (22 maart 1962 - 12 april 1973)
- Ricardo Pido Tancinco (8 maart 1974 - 21 april 1979)
- Sincero Barcenilla Lucero (10 december 1979 - 11 oktober 1984)
- Maximiano Tuazon Cruz (20 december 1994 - 13 januari 1999; hulpbisschop sinds 10 november 1987)
- Jose Serofia Palma (13 januari 1999 - 18 maart 2006)
- Isabelo Caiban Abarquez (5 januari 2007 - heden)

## Galerij van afbeeldingen

Wapen van het bisdom
Voormalig wapen van het bisdom
Bisschop Jose Serofia Palma (1999-2006)

Palo (aartsbisdom) · Borongan · Calbayog · Catarman · Naval